# Église Saint-Étienne de Réguisheim
L'église Saint-Étienne est un monument historique situé à Réguisheim, dans le département français du Haut-Rhin.

## Localisation
Ce bâtiment est situé rue de l'Église à Réguisheim.

## Historique
L’église la plus ancienne connue sur le site est construite au XIIe siècle, probablement vers 1160. Il s’agit alors d’un édifice inspiré du style ottonien, avec un massif occidental faisant pendant au massif du chœur. Vers la fin du XIIIe siècle ou le début du XIVe siècle, cette église est ravagée par un incendie, qui provoque notamment l’effondrement d’une partie du massif occidental. Reconstruite au plus tôt en 1313, l’église est rasée au XVIIIe siècle et remplacée par un édifice néoclassique. Seuls les restes de l’ancien massif occidental, entretemps transformé en clocher, sont conservés.
L'édifice fait l'objet d'un classement au titre des monuments historiques depuis 1988.

## Architecture

### Tour romane

#### État contemporain
Dernier vestige de l’église du XIIe siècle, cette tour se distingue par son caractère massif, qui est toutefois atténué par une riche décoration. D’une longueur de 7,35 m pour une largeur de 11,05 m, elle est composée en élévation de quatre niveaux coiffés d’un toiture en bâtière ; chaque niveau est en léger retrait par rapport au précédent. Construite en grand appareil pour les deux premiers niveaux, puis en moyen appareil, la façade est décorés de lésènes et de frises d’arcatures retombant sur des colonnettes engagées. le traitement de chaque côté est différencié : la façade sud est ainsi bien moins ornée que l’était les façades nord et ouest. Cette dernière a toutefois été presque entièrement détruite par l’incendie du XIIIe – XIVe siècle et la reconstruction est de faible qualité, avec un simple mur en briques couvert d’enduit, sans décorations.

#### État d’origine
À l’origine, la tour constitue un massif occidental dérivé du plan à chœurs opposés des églises ottoniennes. La tour de Réguisheim ne dispose toutefois pas de chœur au XIIe siècle, mais sert de porche, d’où le nom de massif-porche donné à ce type de construction par Louis Grodecki. À cette époque, la tour est donc ouverte sur l’extérieur à l’ouest par une arcade puis donne sur la nef par un portail monumental à arc en plein cintre. L’espace intérieur est voûté d’arêtes et ne communique pas avec les étages. Outre sa fonction de passage, cet espace couvert a peut-être également servi de lieu d’inhumation et de baptême, mais, en l’absence de sources le confirmant, cela n’est pas totalement certain.